# Uršič
Uršič je 42. najbolj pogost priimek
v Sloveniji, ki ga je po podatkih Statističnega urada Republike Slovenije na dan 31. decembra 2007 uporabljalo 1.859 oseb, na dan 1. januarja 2011 pa 1.847 oseb ter je med vsemi priimki po pogostosti uporabe zavzel 41. mesto.

## Znani nosilci priimka
- Aleksander Uršič (1958—2024), šahist, trener
- Andrej Uršič (1908—1948), publicist in politik
- Andrej Anton Uršič (1864—1925), duhovnik in šahist
- Anja Uršič (* 1935), prevajalka
- Anton Nino Uršič (1905—1964), operni pevec in režiser
- Biba Uršič (r. Pestotnik) (1937—2025), igralka
- Borut Uršič (* 1961), umetnostni zgodovinar, turistični podjetnik
- Branko Uršič (* 1936), arhitekt in industrijski oblikovalec
- Branko Uršič, zdravnik
- Cveto Uršič (* 1956), pravnik in sociolog
- Dejan Uršič, košarkar
- Dušan Uršič - Samo Glavan (* 1960), glasbenik kantavtor
- Duško Uršič (* 1956), ekonomist
- Franc Uršič (1855—1926), pravnik
- Franc Uršič (1896—1951), publicist
- Franc Uršič (1920—1945), partizan
- Franc Uršič - Pišta (1933—2025), igralec, filmski režiser
- Franc Uršič (1966—1991), teritorialec, padel v osamosvojitveni vojni
- France Uršič (1907—1979), slikar, karikaturist
- Gašper Uršič, politik
- Hinko Uršič (1911—1994), geograf in zgodovinar
- Irena Uršič, zgodovinarka
- Janez Uršič, saksofonist
- Jernej Uršič (1784—1860), duhovnik in narodni buditelj
- Jožef (Miroslav) Uršič (* 1900), član organizacije TIGR
- Jože Uršič (1923—2022), smučarski učitelj
- Jurij Uršič (1942—1982), kolesar
- Lojze Uršič (1908—1995), učitelj, prevajalec
- Lucija Drolc Uršič (1942—2024), igralka, lutkarica
- Maja Uršič, judoistka
- Marija (Majda) Uršič Volovšek (1926—?), kulturna delavka in gledališčnica v Argentini
- Mario Uršič (1939—2021), gledališki režiser
- Marjan Uršič (* 1934), arhitekt
- Marjetka Uršič Vrščaj (1952—2012), zdravnica ginekologinja, onkologinja
- Marko Uršič (* 1951), filozof, logik, religiolog
- Matjaž Uršič (* 1975), urbani sociolog
- Mihael Uršič, zgodovinar
- Milena Uršič (1901—1990), literarna zgodovinarka, leksikografka
- Mira Uršič Šparovec (* 1950), slikarka
- Mitja Uršič (* 1976), jedrski fizik
- Neža Uršič, judoistka
- Orlando Uršič (* 1971), pisatelj, urednik/založnik
- Pavla Uršič (1931—2011), harfistka
- Rok Uršič (* 1963), tehnološki inovator, podjetnik
- Rudi Uršič (1906—1959), narodni delavec in radijski napovedovalec
- Rudolf Uršič (1918—2003), politik
- Stanko Uršič (1917—2000), matematik, pedagog
- Tina Uršič, igralka, TV-voditeljica
- Uroš Uršič, kemik
- Vlado Uršič (* 1938), igralec